# منوچهرخان معتمدالدوله
منوچهرخان معتمدالدوله از سیاست‌مداران و سپهسالاران ارمنی تبار دوران قاجار است. اختلاف محمد تقی خان بختیاری، میرزا قوام الدین طباطبایی بهبهانی و ثامر کعبی با حکومت قاجار در زمان معتمد بوده است.

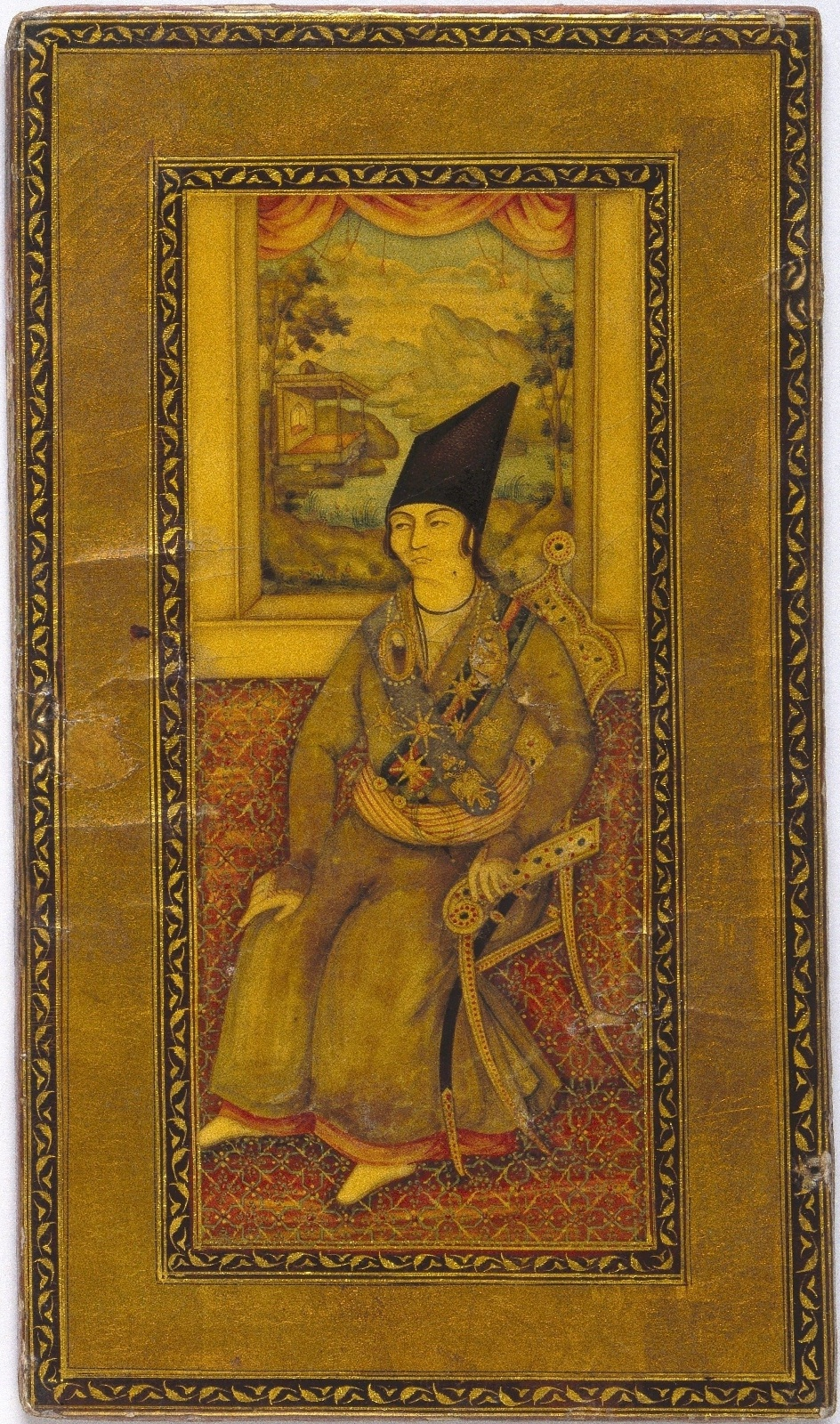
تصویر منوچهر خان گرجی در موزه بروکلین نیویورک

در ۱۲۰۹ ه‍.ق جزء اسیرانی بود که آقامحمدخان قاجار از تفلیس به ایران آورد. ظاهراً در دوران اسارت اخته شده چون آستن هنری لایارد مکرراً در سفرنامه اش از او با لفظ «خواجه» نام می‌برد. در اثر کفایت و کیاست و مأموریتی که از جانب دستگاه اطلاعاتی امپراتور روس بعهده داشت در دستگاه حکومتی قاجار پیشرفت شایانی می‌کند و از عناصر با نفوذ قاجار می‌گردد و در زمان فتحعلی‌شاه در جنگ با روسها فرمانده عده‌ای از قشون بوده است. او سپس به حکمرانی گیلان رسید. او مدیر، مدبر، ستمگر، سخت گیر و سنگدل بوده است. نفوذ وی در دربار به حدی بود که قائم‌مقام از نفوذ او در دربار استفاده می‌کرده است. در سال ۱۲۵۲ ه‍.ق (در زمان محمدشاه) به حکومت کرمانشاه و لرستان و خوزستان منصوب شده و در سال ۱۲۵۳ ه‍.ق حاکم اصفهان گردیده و به قدرت‌نمایی لوطیان آنجا که با حرکات زشت و هتک نوامیس و اخذ اموال مردم اشتغال داشته‌اند پایان داده است.
محمدتقی‌خان چهارلنگ، یکی از خان‌های ایل بختیاری را که دم از عصیان زده بود و اوامر حکومت قاجار را پشت پا می‌زد، تا رامهرمز تعقیب کرده و در حالی که به شیخ ثامر کعبی (فرمانده پانزده‌هزار سوارهٔ پادررکاب) پناه برده بود، با تدبیر دستگیر و به تهران اعزام داشته است.
او برخلاف فرمان شاه، به صورت آشکار از باب حمایت می‌کند و برای تشویق باب وعده‌هایی به او می‌دهد، از جمله این تشویق‌ها می‌توان به موارد زیر اشاره کرد:
1. به باب پیشنهاد کرد تا مبلغ ۴۰ میلیون فرانک خود را در اختیار باب می‌گذارد
2. به باب گفت که محمد شاه را هم به دین او فرا می‌خواند و به وسیله او شرق و غرب عالم را به امر او دعوت می‌کند.
3. قول داد که از شاه بخواهد تا میرزا آقاسی را از صدارت بیندازد
4. امید وارش کرد که یکی از خواهرهای شاه را خواستگاری کند و هزینه عروسی را می‌پردازد ولی او قبول نکرد.
5. دل خوشش کرد که شاهان جهان را مطیع او می‌گرداند
6. روحانیون و علمای دین را از روی زمین برمی‌اندازد
7. مدعی شد اگر شاه ایران امر مبارک را نپذیرد به زور متوسل می‌شود و سپاهی می‌آراید تا با شاه ۲ سال بجنگد ولی باب هیچ‌کدام را نپذیرفت.

## یادداشت
1. ↑  یکی از معروفترین خانواده‌های ارمنی شهر تفلیس